# Tone Kuntner
Tone Kuntner, slovenski pesnik in gledališki igralec, * 13. maj 1943, Trate.

## Življenjepis
Tone Kuntner se je rodil v številčni kmečki družini na Tratah v Slovenskih goricah, vendar so se kasneje preselili v Bistrico ob Dravi.  Po končani klasični gimnaziji v Mariboru je leta 1968 diplomiral na Akademiji za gledališče, radio, film in televizijo v Ljubljani in postal 1969 član Mestnega gledališča ljubljanskega. V oblikovanju tipiziranih likov je razvil osebnostno poudarjeno, analitično in ponotranjeno karakterno igro. V osemdesetih letih  20. stoletja je odigral več osrednjih likov v repertoarju MGL. Igra tudi v filmih in televizijskih igrah.
Leta 1966 je izdal prvo pesniško zbirko (Vsakdanji kruh). Njegov pesniški svet vsebuje podobe protislovij in posebnosti vsakdanjega življenja na vasi, zlasti pa prizadevanje po prvobitnem sožitju z naravo, piše pa tudi ljubezensko liriko in veristične družbeno kritične pesmi. Leta 2014 je prejel zlatnik poezije za obsežen pesniški opus, za žlahtni prispevek slovenski literaturi in kulturi.
Je oče igralca Jerneja Kuntnerja in biologa Matjaža Kuntnerja.
Izbor njegove poezije je izšel tudi na zvočnem CD (Mladinska knjiga, Ljubljana, 2006)

## Pesniške zbirke
- Vsakdanji kruh (1966)
- Lesnika (1969) (COBISS)
- Mrtva zemlja, Mladinska knjiga, 1972
- Trate (izbor pesmi, Cankarjeva založba, 1975)
- Ledene rože (1978) (COBISS)
- V lesu ogenj (1979) (COBISS)
- Slovenske gorice (1981) (COBISS)
- Moja hiša (1985)
- Koprive (1988) (COBISS)
- Moje bregače (1993) (COBISS)
- O domovina (1994) (COBISS)
- Marija Snežna (1995) (COBISS)
- Golčim besede iz srca in vesti (1995) (COBISS)
- Cmurek (1998) (COBISS)
- Moja jablana (1999) (COBISS)
- Mati Slovenija (2000) (COBISS)
- Mošt - iz moje kleti / aus meinem Keller, dvojezična pesniška zbirka (Wieser, Celovec, 2005)
- Pesmi (2005, 2006)
- Tropine (2005) (COBISS)
- Mati zemlja (Celjska Mohorjeva družba, 2023)